# Fotí de Sírmium
Fotí, en llatí: Photinus (Galàcia, al voltant de 300 - Galàcia, 376), va ser un bisbe romà del segle IV recordat pels cristians com herètic.

## Biografia
Fotí va ser bisbe de Sírmium (ciutat de Pannònia , residència de l'emperador Constanci II). D'acord amb els testimonis de l'històric Sòcrates Escolàstic, Fotí va ser un diaca i deixeble de Marcel, Metropolità d'Ancira i també galata de naixement. Els dos estaven en contra de l'heretgia dels arrians amb un corpus de doctrines trinitàries que eren igualment poc ortodoxos. Fotí va acabar, doncs, sent considerat doblement herètic: va ser condemnat tant pels arrians l'any 344 en el sínode arrià d'Antioquia, i també pel cristianisme romà, que el va reconèixer culpable en els dos sínodes de Milà (anys 345 i 347, tot i que aquest segon sínode no el va condemnar a causa del seu fort carisma popular) i en el Sínode de Sírmium de l'any 351, en què Fotí va ser deposat amb la doble acusació de sabel·lianisme i adopcionisme. La sentència final va ser emesa pel Concili de Constantinoble l'any 381 i ratificat pel Papa Damas I en 382.
Com a resultat d'aquests fets, Fotí va perdre la seu episcopal. Sembla, però, que hi va retornar durant el curt regnat de Julià (361-363), només per ser prohibit de nou per Valentinià I en 364.

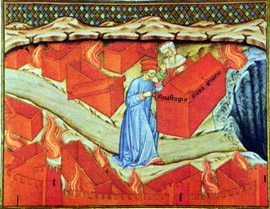
Infern cant onzè. Dante i Virgili davant la tomba d'Anastasi papa. Escola Lombarda. Segle XIV

## Fotinisme
Abans d'esmentar l'heterodoxa formulació trinitària de Fotí, cal enquadrar-lo en els ensenyaments del seu mestre Marcel d'Ancira, que mantenia que:
• Jesús, miraculosament nascut de Maria i de l'Esperit Sant com a home, havia estat adoptat per Déu per les seves excepcionals qualitats;
• No hi havia distinció real entre les Persones de la Trinitat, en quant el Verb diví era només una part de la substància divina (Marcel anomenava Déu amb el sobrenom de logopatora, més o menys traduïble com Verbpare).
Cal assenyalar en primer lloc que les doctrines de Fotí no sorgeixen clarament de testimonis. Es parteix de la base del testimoni de Sòcrates Escolàstic, que identifica el credo de Fotí amb el de Sabel·li de Líbia, i Pau de Samòsata.
Fotí, a diferència de Marcel, va reconèixer que dins de la Trinitat hi havia almenys una persona diferent de les altres: la del Pare.
Pel que fa al Fill, i l'Esperit Sant:
• Ell definia com a Logos la part de la substància del Pare que es va mantenir latent fins a l'encarnació. Només després, el Logos es convertiria autènticament en el Fill;
• L'Esperit Sant, d'acord amb els ensenyaments herètics de Fotí, seria part de la substància del Pare que es va mantenir latent (abans de l'Encarnació, presumiblement). De fet, la substància del Pare, sempre d'acord amb Fotí, podia expandir-se o contreure's i després canviar; aquesta expansió hauria format el Fill i l'Esperit Sant.
Aquesta formulació herètica de la Trinitat  prengué el nom de Fotinisme. En temps de Sant Agustí, és a dir unes poques dècades després de la mort de Fotí, s'anomenava fotinià a tot aquell que creia que Jesús era només un home.

## Fotí en la literatura
Fotí és citat en el cant XI de l'Infern de la Divina Comèdia de Dante Alighieri, encara que no directament: Se'l menciona  parlant del papa Anastasi II, relegat entre els epicuris. Com a llegat dels ensenyaments de Fotí sobre Anastasi el poeta al·ludeix com l'origen d'un acord subreptici entre el Papa i els heretges monofisites.
En els versos citats, Fotí és el subjecte de "trasse", mentre que "lo qual", és a dir Anastasi, és complement directe.
 "...un grand' avello, ov' io vidi una scritta
che dicea:'Anastasio papa guardo,

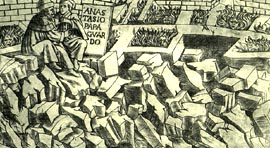
Infern cant onzè Baccio Baldini, Dante i Virgilio asseguts prop de la tomba d'Anastasi

lo qual trasse Fotin de la via dritta'."
(Dante Alighieri, Inferno, Canto XI vv.7-9)
"...un gran sepulcre, on vaig veure un escrit
que deia: « Jo guarde el papa Anastasi,
que Fotí va apartar del camí recte.»"
(Dante Alighieri, Infern, Cant XI vv.7-9)